# Coffilla
Coffilla war ein arabisches Gewichtsmaß.
- 1 Coffilla = 1 Quent (Wiener) = 4,375 Gramm